# Stans
Stans (toponimo tedesco) è un comune svizzero di 8 377 abitanti abitanti del Canton Nidvaldo; è la capitale del cantone.

## Geografia fisica
Il territorio di Stans si estende allo sbocco della valle del fiume Aa di Engelberg, ai piedi del monte Stanserhorn, e si estende dalla pianura alluvionale dell'Aa fino al Bürgenstock e all'Ennerberg.
La superficie del territorio comunale è di 11,09 km²; gran parte del territorio è agricolo (4,35 km²), mentre poco più di un terzo (3,95 km²) è boschivo. Della superficie rimanente, 2,36 km² è costituito da insediamenti e 0,3 km² è improduttivo (montagne, fiumi o ghiacciai). Il punto più alto all'interno dei confini di Stans è sullo Stanserhorn, a 1 819 m s.l.m.; il punto più basso si trova a Fronhofen, dove l'altitudine è di 438 s.l.m. La piazza del paese (Dorfplatz) ha un'altitudine di 452 s.l.m..

## Origini del nome
Secondi alcune fonti il toponimo "Stans" deriverebbe dalla parola latina stagnum (stagno), ma più probabilmente è di origine pre-romana.

## Storia

### Preistoria ed età antica
Stans è uno degli insediamenti più antichi della valle dell'Aa di Engelberg: le prime tracce di insediamento umano risalgono al II secolo a.C. (tomba della cultura di La Tène, età del ferro). Sono poche le testimonianze di un insediamento durante l'epoca romana, a eccezione di alcune tombe a urna gallo-romane.

### Età medievale
Durante il VII-VIII secolo gli Alemanni si insediarono nella regione e costruirono la prima chiesa a Stans intorno al 750; l'edificio pre-carolingio di San Pietro, che fungeva da chiesa parrocchiale per l'intera valle di Engelberg, fu ampliato più volte fino a quando, nel 1647, fu sostituita dalla nuova chiesa dei Santi Pietro e Paolo. Il diritto di patronato appartenne all'abbazia di Muri e in parte, dal XII secolo all'abbazia di Engelberg, a lungo in conflitto.

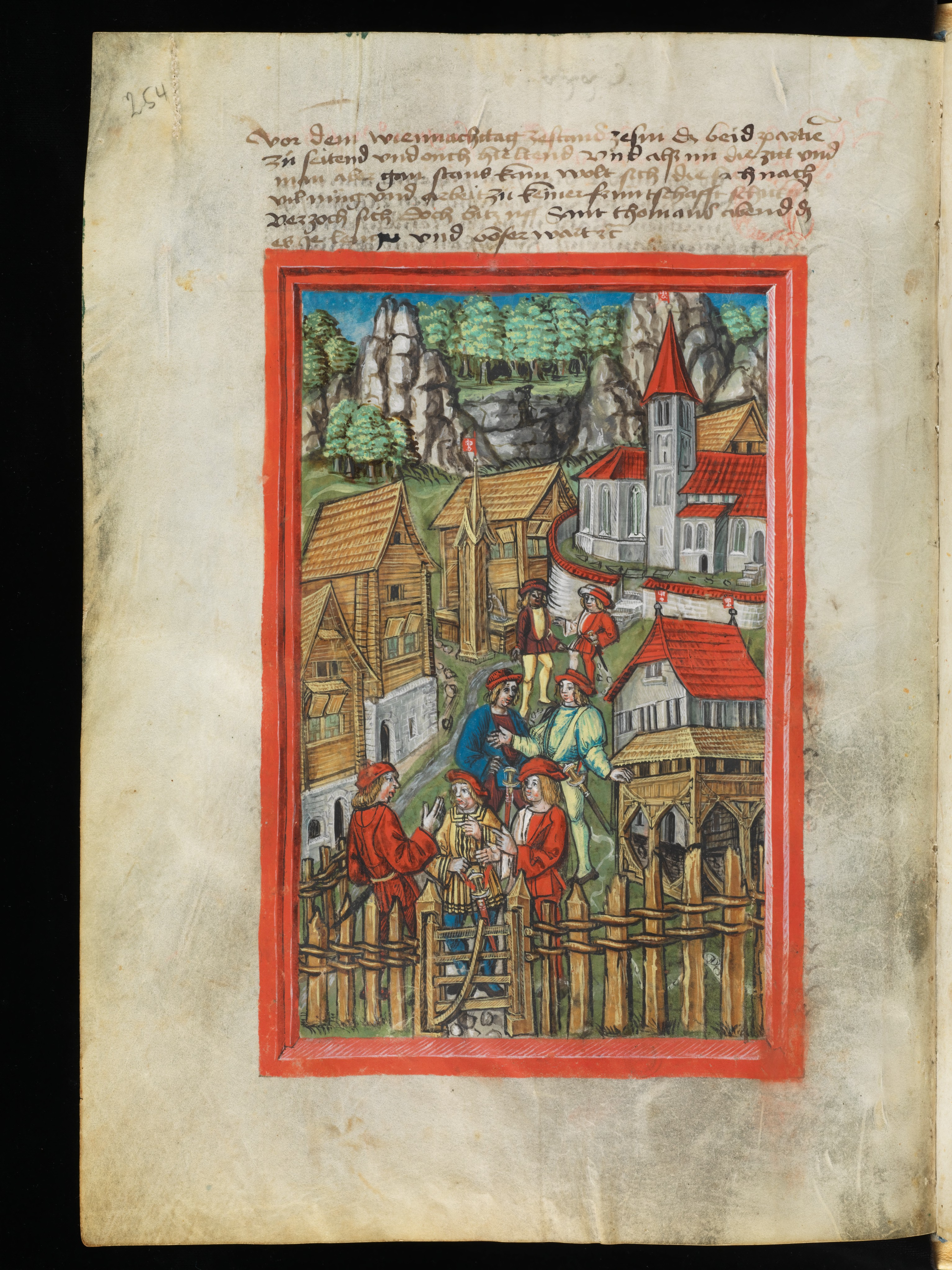
Stans nel 1481 secondo un'illustrazione della Cronaca di Lucerna (1511-1513)

Stans viene menzionato per la prima volta nel 1100; nel 1291, quando Untervaldo si unì con il Patto eterno confederale a Uri e Svitto in quella che divenne la Vecchia Confederazione svizzera, Stans era già la capitale della parte nota come Untervaldo nid dem Kernwald di Untervaldo, che sarebbe diventata il semicantone di Nidvaldo. Durante il Medioevo, Stans era protetta da sette fortezze (case in pietra); non furono mai costruite mura per collegarle e circondare la città.
Dopo le vittorie svizzere nelle Guerre borgognone, la Vecchia Confederazione Svizzera fu quasi lacerata da un conflitto interno quando i cantoni di città insistettero per avere la maggior parte dei proventi, poiché avevano fornito il maggior numero di truppe. I cantoni forestali si risentirono e la Dieta federale si riunì a Stans nel 1481 per risolvere la questione, fallendo nel raggiungere tale obiettivo. La guerra sembrò inevitabile. Un eremita locale, Nicola di Flüe, fu consultato sulla situazione. Egli chiese che un messaggio fosse trasmesso ai membri della Dieta a suo nome. I dettagli del messaggio rimasero sconosciuti fino a oggi, tuttavia, secondo la leggenda, esso calmò gli animi, portando alla stesura della Convenzione di Stans e alla conseguente risoluzione della diatriba; secondo i dettami della Convenzione, Friburgo e Soletta entrarono a far parte della Confederazione.

### Età moderna
Nel 1713 due terzi della città furono distrutti da un incendio; in seguito nuove norme mantennero la piazza centrale (Dorfplatz) aperta e libera da costruzioni: la grande piazza aperta circondata da case barocche e il palazzo del consiglio comunale (Rathaus) devono il loro aspetto alla ricostruzione successiva all'incendio.

### Età contemporanea

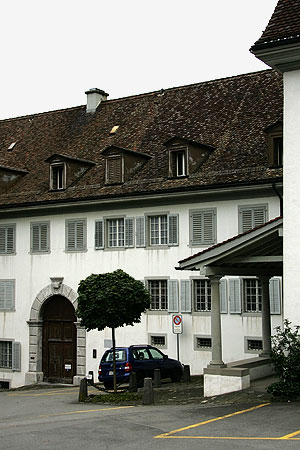
Il convento di Santa Chiara

Nel 1798 Stans fu presa d'assalto dalle truppe francesi, in seguito alla decisione di Nidvaldo di non adottare la costituzione della Repubblica Elvetica. I bambini rimasti orfani a causa di questo evento furono accolti dall'educatore Johann Heinrich Pestalozzi nel suo primo istituto: trasformò il convento di Santa Chiara in una scuola per i bambini, che tuttavia rimase in funzione solo fino all'anno successivo.
Nel 1814, in seguito al fallimento dell'Atto di Mediazione napoleonico, Nidvaldo tentò di tornare al governo dell'Ancien Régime, insieme alle terre a esso soggette appartenenti al cantone; Stans e il resto di Nidvaldo rinunciarono alle loro terre solo quando le truppe federali marciarono in città. Stans e il resto di Nidvaldo si unirono al Sonderbund nel 1845 e furono coinvolti nella guerra del Sonderbund del 1847; il comune politico di Stans fu istituito nel 1850. La Landsgemeinde si tenne a Stans ogni anno fino alla sua abolizione nel 1996.

## Monumenti e luoghi d'interesse

### Architetture religiose

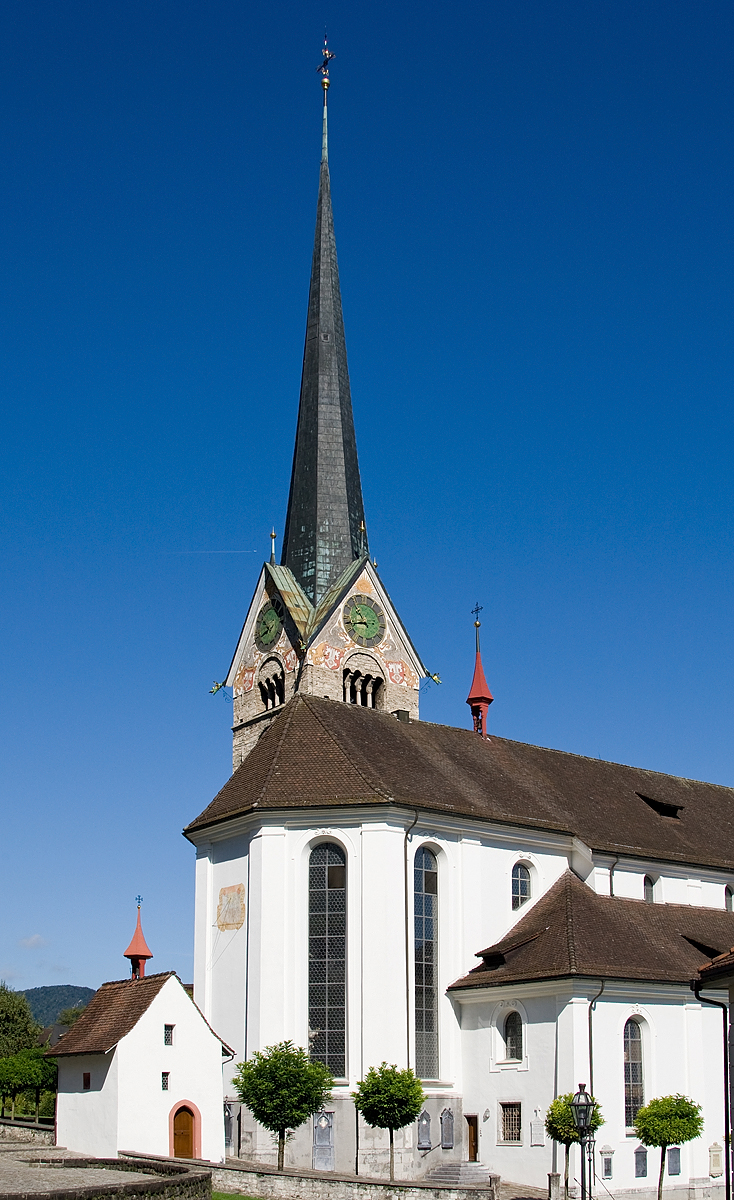
Veduta absidale della chiesa dei Santi Pietro e Paolo

- Chiesa parrocchiale dei Santi Pietro e Paolo, eretta nel 1641-1647 da Jakob Berger in luogo dell'antica chiesa parrocchiale di San Pietro dell'VIII secolo, con campanile del XII secolo[3][5];
- Convento di Santa Chiara, monastero femminile costruito tra il 1621 e il 1625[3][11][12].

### Architetture civili

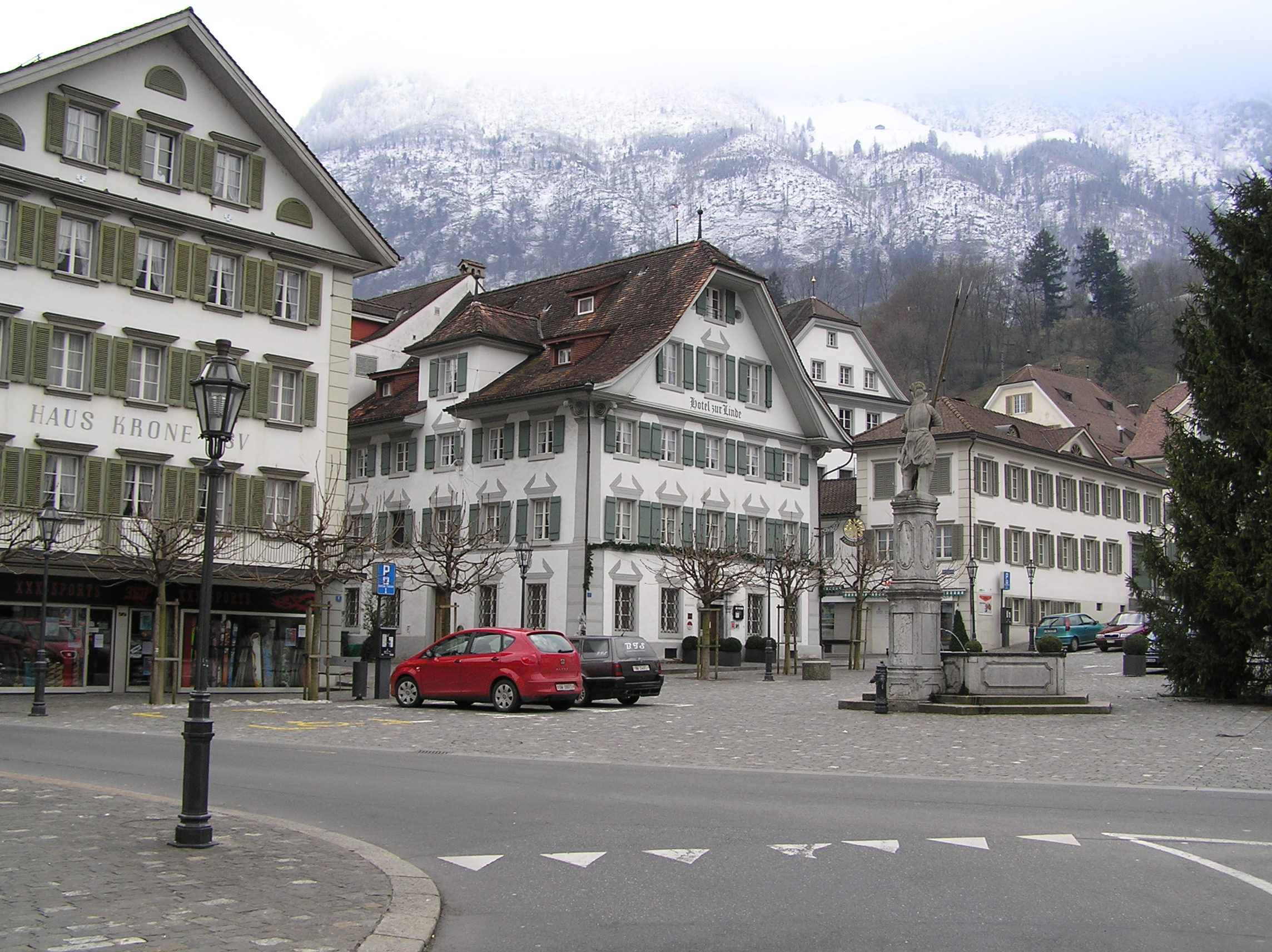
La Dorfplatz

- La piazza centrale (Dorfplatz) presenta un'uniforme cornice architettonica degli edifici, costruiti dopo l'incendio che nel 1713 distrusse l'abitato. La ricostruzione, nel 1715, seguì il piano di Josef Aebi e Ludwig Gassmann. La piazza ospita la fontana di Winkelried e la scultura Der Tod und das Mädchen ("La morte e la ragazza"), opera dell'artista Rudolf Brem[3][12];
- Municipio (Rathaus, 1714), sul lato orientale della piazza centrale[12][13];
- Haus Zelger, dimora borghese in stile barocco del 1715, a tre piani con due piani di attico[14];
- Rosenburg (XIII secolo), edificio fortificato che fu trasformato nel XVI-XVII secolo; ospita il Museo storico[3][12][13].

### Aree naturali

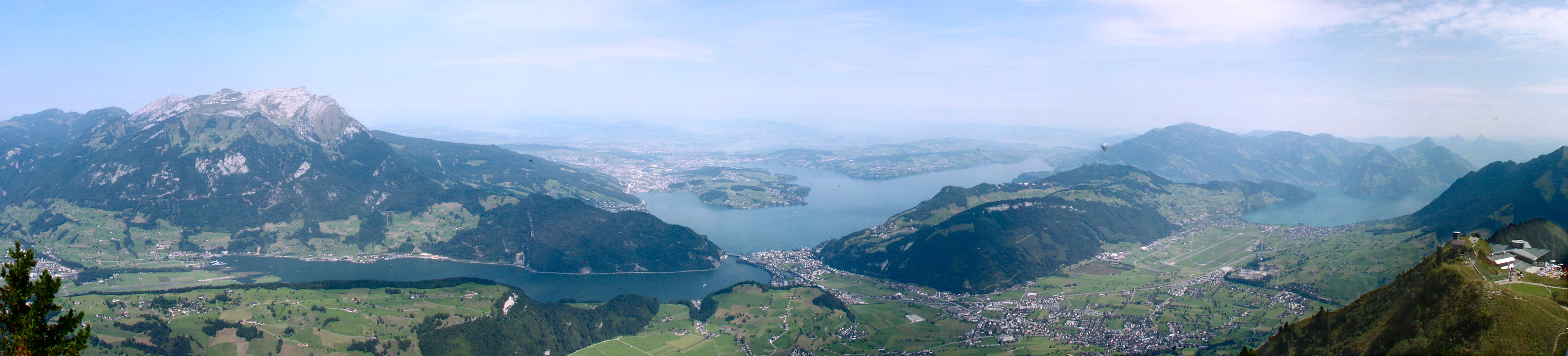
Vista verso nord dalla vetta dello Stanserhorn: si distinguono il lago dei Quattro Cantoni e, da sinistra, i monti Pilatus, Bürgenstock e Rigi

Il principale monte locale, lo Stanserhorn (1 897 m s.l.m.), è anche un'attrazione turistica. Dalla vetta dello Stanserhorn, in un giorno di completa visibilità, si può vedere fino a 100 km di distanza, includendo dieci laghi svizzeri e la Foresta Nera in Germania. Esiste anche un sentiero montano intorno alla vetta dello Stanserhorn e una piccola popolazione di marmotte accanto al percorso. In cima allo Stanserhorn si trova un ristorante rotante costruito nel 2001.

## Società

### Evoluzione demografica
L'evoluzione demografica è riportata nella seguente tabella:
Abitanti censiti

### Etnie e minoranze straniere
Nel 2012 888 abitanti su 8 039 erano stranieri.

### Lingue e dialetti
Nel 2000 la maggior parte della popolazione parlava tedesco (91,6%), con l'italiano come seconda lingua più parlata (2,0%) e il serbocroato come terza lingua (1,2%).

### Religione
Nel 2000 la maggior parte della popolazione era cattolica (76,7%); i protestanti erano il 10,8%, i musulmani il 3%, i non appartenenti ad alcuna confessione religiosa il 5,1%.

## Cultura

### Musei

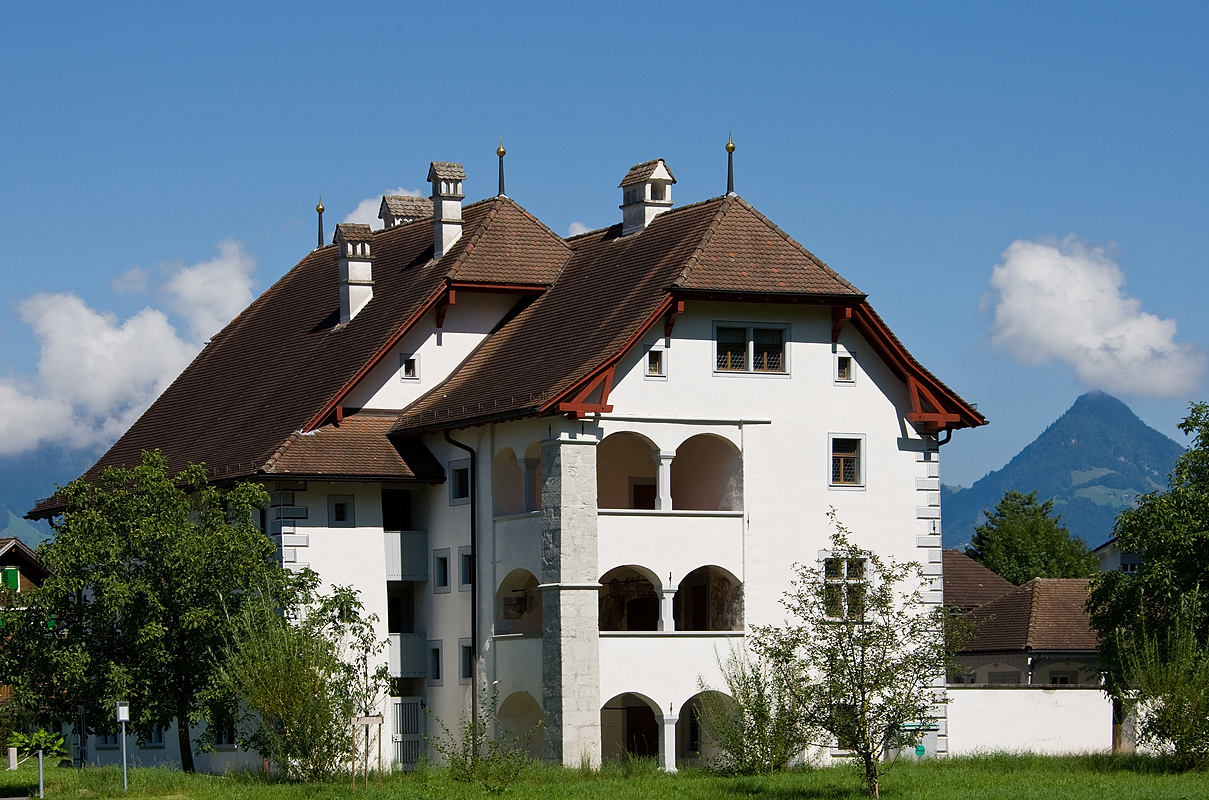
La presunta casa natale di Arnold von Winkelried

- Museo di Nidvaldo, istituito nel 1872[3] e ripartito in tre sedi:
  - Winkelriedhaus, presunta casa natale di Arnold von Winkelried;
  - Salzmagazin, magazzino del sale costruito intorno al 1700, che oggi ospita una collezione d'arte locale[13];
  - Festung Fürigen a Stansstad.
- Museo storico, che con differenti collezioni illustra le vicende e le diverse tradizioni regionali; ha sede nel palazzo Rosenburg[3][12][13].

## Geografia antropica

### Quartieri
I quartieri principali di Stans sono:
- Dorf
- Kniri
- Mettenweg
- Niederdorf

## Economia
Storicamente centro agricolo, Stans conobbe uno sviluppo industriale tardivo solo a partire dagli anni 1930: determinante fu la fondazione dall'azienda aeronautica Pilatus Aircraft (1939), cui fecero seguito nei decenni successivi altre aziende industriali e dei servizi. Nel 2005 c'erano circa 630 società locali che offrivano lavoro a circa 7 100 persone; l'1,2% di queste era attiva nel settore dell'agricoltura, il 34% nell'industria e il 65% nei servizi. Nel 2007 il tasso di disoccupazione era dell'1,27%.

## Infrastrutture e trasporti

### Strade
Nel 1966 Stans fu collegato all'autostrada A2/strada europea E35; è servito dalle uscite di Stans Nord e Stans Süd.

### Ferrovie e impianti a fune

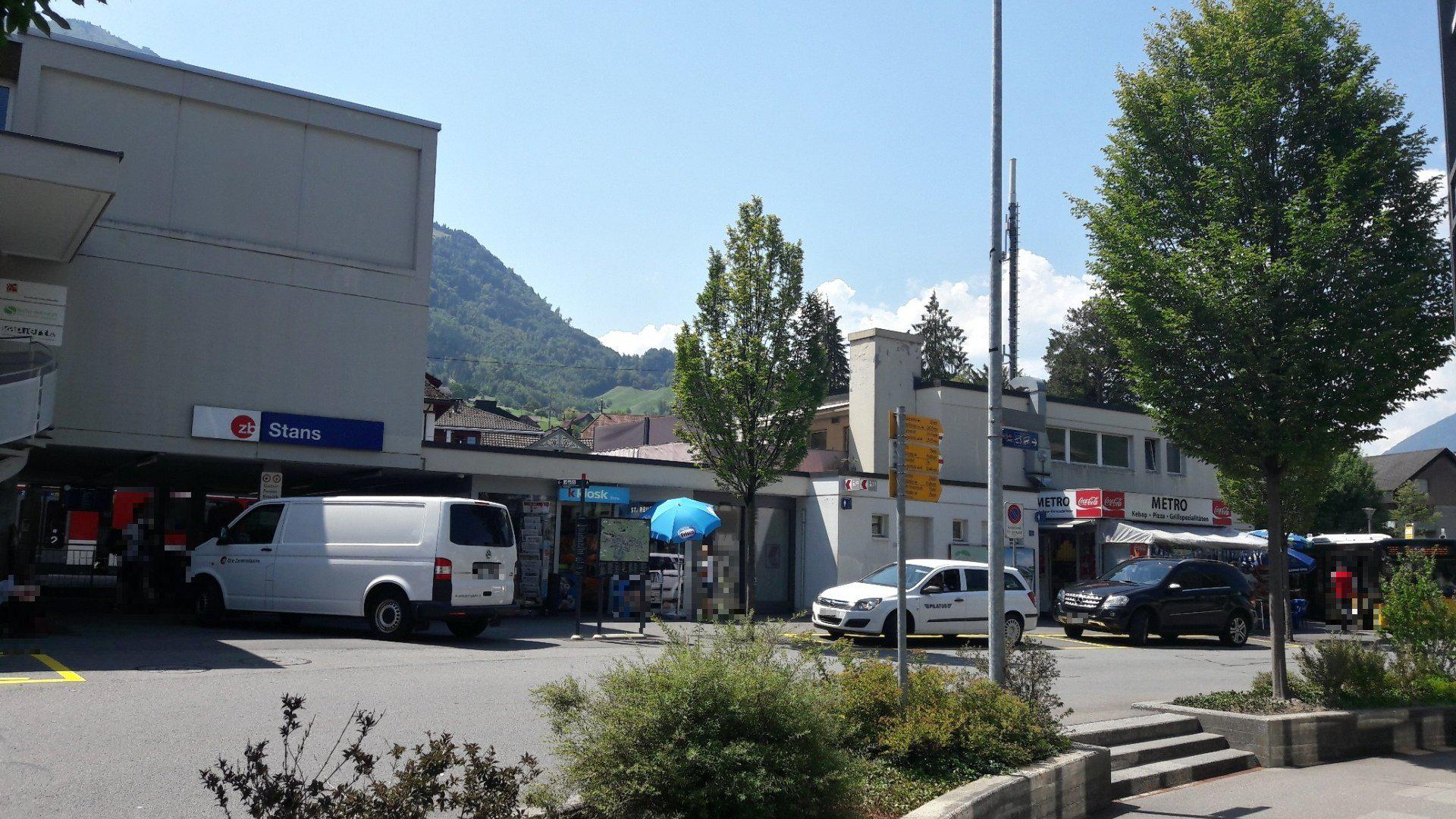
La stazione di Stans

Nel 1964 fu completata la ferrovia Lucerna-Stans-Engelberg che collegò Stans alla ferrovia del Brünig; il comune è servito dall'omonima stazione.

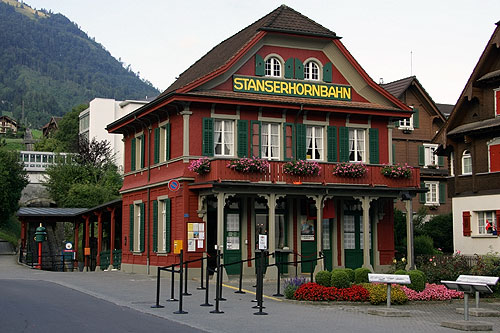
Stazione a valle della funicolare dello Stanserhorn

Lo Stanserhorn è accessibile attraverso una delle più antiche ferrovie montane in Svizzera, la Stanserhornbahn (1893), e una funivia. La Stanserhornbahn è stata originariamente costruita come ferrovia a cremagliera, con tre sezioni separate; nel 1970 la sezione più alta è stata distrutta da un incendio originato da un fulmine e nel 1975 le due sezioni più alte sono state sostituite da una funivia.

### Aeroporti
A circa 3 km a nord-est di Stans è situato, nel comune confinante di Buochs, l'aeroporto di Buochs, utilizzato per i test dalla Pilatus Aircraft di Stans.

### Altro
Nel 1893 Stans fu collegata a Lucerna con un traghetto a vapore; è servito dalla Compagnia di navigazione del lago dei Quattro Cantoni.